# Прапор Баварії
Прапор Баварії — офіційний державний символ Землі Баварія. Обидва прапори — як «смугастий», так і «ромбований» —  у блакитному та білому кольорах є офіційними державними прапорами Землі Баварія відповідно до Баварського урядового акту 1953 року про застосування державних та офіційних прапорів Баварії на транспортних засобах (від 16 листопада 1953; опубліковано — Bayerisches Gesetz- und Verordnungsblatt 1953, S. 193).

"Смугастий" прапор Баварії
"Ромбований" прапор Баварії (відтворює малий герб Баварії)
Малий герб Баварії
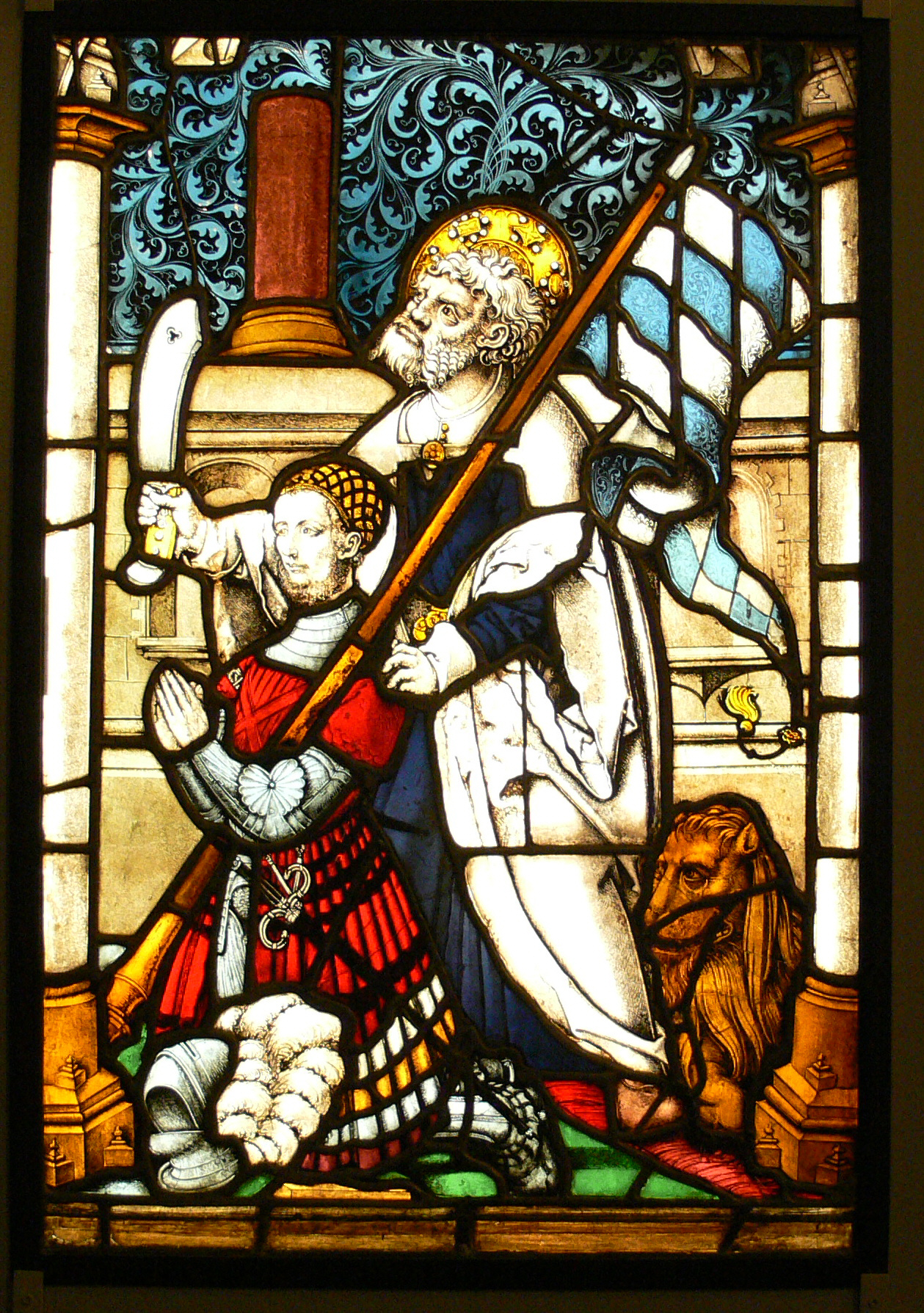
Герцог Вільгельм IV Баварський з ромбованим прапором
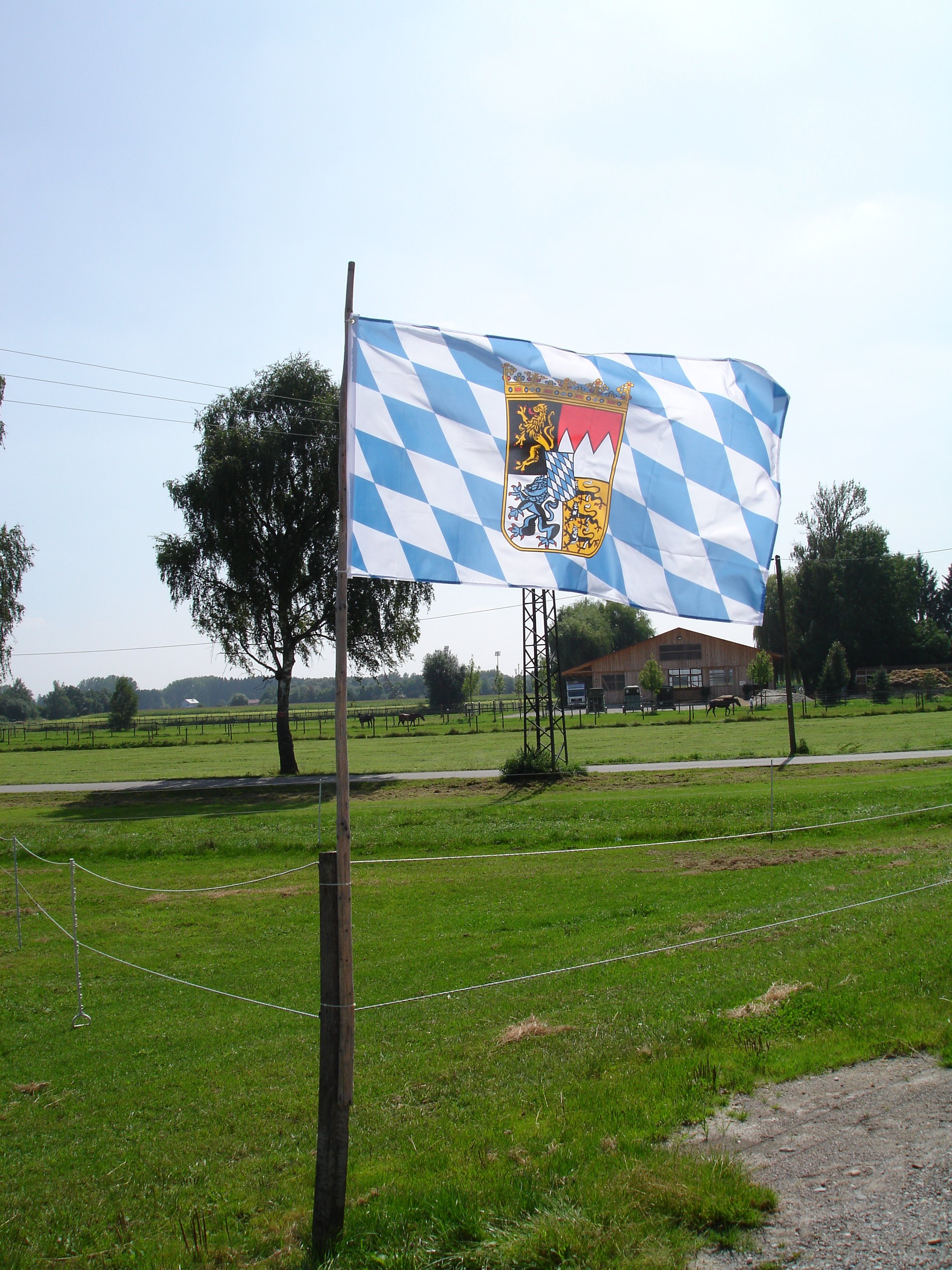
Неофіційний прапор (з державним гербом Баварії, але без льва-щитоносця)

## Смугастий прапор
Баварський смугастий прапор складається з двог рівновеликих смуг офіційних кольорів — білого (верхня смуга) та блакитного (нижня смуга).

## Ромбований прапор
Ромбований прапор фактично відтворює стиль малого державного герба Баварії. Зазвичай такий прапор містить щонайменше 21 ромб білого та блакитного кольору, при цьому враховуються і неповні ромби (по краях полотнища). Довші чи більші за розміром прапори можуть містити більшу кількість ромбів. Офіційно закріплено, що неповний ромб у верхньому правому куті обов'язково має бути білого кольору. Про це йдеться у адміністративному розпорядженні Уряду Баварії від 16 лютого 1971 року.

## Законодавче врегулювання
Не дивлячись на те, що Баварія використовує два державні прапори, законодавство не передбачає окремих настанов щодо використання офіційних прапорів. Згідно з текстом урядового акту, державні та інші установи можуть вільно та самостійно обирати який саме з двох прапорів вони використовують. Також для обох прапорів не встановлено чітких пропорцій, але оскільки державний прапор Німеччини має співвідношення сторін 3:5, такі ж саме пропорції зазвичай використовуються і для прапорів Баварії. Відтінок блакитного кольору також не регламентований — рекомендовано використовувати тон кольору «небесно-блакитний» (RAL 5015).
На багатьох «версіях» прапорів часто зображений Герб Баварії у різних варіантах зображення. Такі прапори, теоретично, порушують вимоги законодавства, оскільки використання державної символіки офіційно дозволено лише державним установам, але на практиці використання державної символіки є вільним, а порушення цих вимог законодавства не переслідується.
Хоча вексилологія описує прапори та їх характеристики дещо інакше, баварські прапори описані за геральдичними правилами, що означає, що опис символіки починається з боку щитоносця. Відповідно, як щитоносець, так і прапороносець зазвичай знаходяться позаду герба на щиті і позаду прапора. Тому виходить, що офіційно описаний правий верхній кут знаходитиметься для прапороносця зліва.

## Історія
Біло-блакитні ромби історично походять від герба графа фон Богена. Пізніше, у 1242 році, ця ж символіка переходить до родини Віттельсбахів — правлячої династії Баварії в період з XII по XX сторіччя. Від 1337 року династія Віттельсбахів використовувала біло-блакитні ромби як власний символ. Дещо пізніше з'являлися і інші версії прапорів, куди потрапляли різні додаткові елементи (леви герцогств Баварія-Ландсхут та Баварія-Мюнхен). Офіційного прапору Землі Баварії на той час не існувало — використовувався особистий прапор чинного правителя.
Білий та блакитний кольори лише пізніше стали кольорами, що символізують Баварію — спочатку неофіційно, без всякого законодавчого врегулювання, на рівні складових частин Королівства Баварія. Лише у 1838 році з'являється перша офіційна згадка про те, що «синій колір має бути небесного відтінку», а в 1878 році Людвіг II (король Баварії) вперше затвердив, що офіційний прапор Баварії «має складатися з двох рівновеликих горізонтальних смуг — верхньої білої та нижньої світлоблакитної»
Протягом короткого проміжку часу в квітні-травні 1919 року, за часу існування Баварської Радянської Республіки, прапор Баварії був червоного кольору. Після її повалення біло-блакитний прапор було відновлено.
Основний Закон (Конституція) Землі Баварія від 2 грудня 1946 року закріплює білий та блакитний як офіційні кольори. Вперше обидва державні прапори були офіційно підняті 14 грудня 1953 року.